# Liste der Bischöfe und Erzbischöfe von Lund
Die folgenden Personen waren Bischöfe und Erzbischöfe von Lund (Schweden):

## Ordinarien

### Bischöfe
1. 1060–1066 – Heinrich
2. 1066–1072 – Egino
3. 1072–1089 – Ricwald
4. 1089–1104 – Asker

### Erzbischöfe
1. 1104–1137 – Asker
2. 1137–1177 – Eskil
3. 1177–1201 – Axel von Lund
4. 1201–1222 – Anders Sunesen
5. 1224–1228 – Peder Saxesen
6. 1228–1252 – Uffe Thrugotsen
7. 1254–1274 – Jakob Erlandsen
8. 1276–1280 – Trugot Torstensen
9. 1280–1289 – Jens Dros
10. 1289–1303 – Jens Grand (auch Bischof von Bremen)
11. 1303–1310 – Isarnus von Fontiano, CanAug (auch Erzbischof von Riga)
12. 1310–1325 – Esger Juul
13. 1325–1334 – Karl Eriksen
14. 1334–1355 – Peder Jensen Galen
15. 1355–1361 – Jacob Nielsen Kyrning
16. 1361–1379 – Niels Jensen Bild
17. 1379–1390 – Magnus Nielsen
18. 1390–1391 – Peder Jensen
19. 1392–1410 – Jacob Gertsen Ulfstand
20. 1410–1418 – Peder Mickelsen Kruse
21. 1418–1436 – Peder Lykke
22. 1436–1443 – Hans Laxmand
23. 1443–1472 – Tuve Nielsen
24. 1472–1497 – Jens Brostrup
25. 1497–1519 – Birger Gunnersen
26. 1519–1523 – Aage Sparre
27. 1520–1523 – Jørgen Skodborg
28. 1521–1522 – Didrik Slagheck
29. 1522–1532 – Johan Weze
30. 1532–1536 – Torbern Bille

### Superintendenten
1. 1537–1551 – Frans Vormordsen
2. 1551–1560 – Niels Palladius
3. 1560–1577 – Tyge Asmundsen
4. 1578–1589 – Niels Hvid
5. 1589–1611 – Mogens Mads
6. 1611–1619 – Poul Aastrup
7. 1620–1637 – Mads Jensen Medelfar

### Bischöfe
1. 1638–1679 – Peder Winstrup
2. 1680–1687 – Canutus Hahn
3. 1688–1694 – Christian Papke
4. 1694–1714 – Mattias Steuchius
5. 1715–1734 – Jonas Petri Linnerius
6. 1734–1738 – Andreas Rydelius
7. 1738–1740 – Carl Papke
8. 1740–1747 – Henrik Benzelius
9. 1748–1777 – Johan Engeström
10. 1777–1794 – Olof Celsius
11. 1794–1803 – Petrus Munck
12. 1805–1811 – Nils Hesslén
13. 1811–1854 – Vilhelm Faxe
14. 1854–1856 – Henrik Reuterdahl
15. 1856–1865 – Johan Henrik Thomander
16. 1865–1897 – Wilhelm Flensburg
17. 1898–1925 – Gottfrid Billing
18. 1925–1948 – Edvard Magnus Rodhe
19. 1949–1958 – Anders Nygren
20. 1958–1960 – Nils Bolander
21. 1960–1970 – Martin Lindström
22. 1970–1980 – Olle Nivenius
23. 1980–1992 – Per-Olov Ahrén
24. 1992–1997 – K. G. Hammar
25. 1997–2007 – Christina Odenberg
26. 2007–2014 – Antje Jackelén
27. seit 2014 – Johan Tyrberg